# Jonathan Carlsbogård
Karl Jonathan Carlsbogård, född 19 april 1995 i Säve församling i Göteborg, är en svensk handbollsspelare (vänsternia), som spelar för FC Barcelona. Han blev utsedd till Årets handbollsspelare i Sverige 2023.

## Klubbkarriär
Carlsbogård är uppväxt i Hisings Kärra och började spela handboll i Kärra HF som sjuåring. Sommaren 2013 gick han till Redbergslids IK. I november 2017 blev Carlsbogård utsedd till Månadens spelare i Handbollsligan.
Inför säsongen 2018/2019 värvades han av tyska TBV Lemgo. 2022 skrev han på för toppklubben FC Barcelona.

## Landslagskarriär
I oktober 2020 blev Carlsbogård för första gången uttagen att spela i Sveriges landslag. Han var med i två matcher, först mot Rumänien och mot Kosovo i november. Han debuterade den 5 november mot Rumänien och gjorde ett mål i matchen. Carlsbogård var en del av Sveriges trupp vid VM 2021. Han deltog även i OS 2020 i Tokyo. Han var med och tog guld i EM 2022.

## Meriter
Med klubblag
- DHB-Pokalmästare 2020 med TBV Lemgo
- Spansk mästare 2023 och 2024 med FC Barcelona
- Copa ASOBAL 2023 och 2024 med FC Barcelona
- Copa del Rey 2023 och 2024 med FC Barcelona
- Supercopa Ibérica 2022 och 2023 med FC Barcelona
- Guld i EHF Champions League 2024 med FC Barcelona
- Silver i IHF Super Globe 2022 med FC Barcelona
- Brons i IHF Super Globe 2023 med FC Barcelona
- Brons i EHF Champions League 2023 med FC Barcelona

Med landslaget
- VM-silver 2021
- EM-guld 2022
- EM-brons 2024

Individuella utmärkelser
- Årets handbollsspelare i Sverige 2023[3]